# 社会階層
社会階層（しゃかいかいそう、英: Social stratification）とは、社会の重層的構造としての社会的成層を構成する個々の層を意味することが多い。
「社会階級」も参照。

## 概要
社会階層は、連続的にとらえることが普通だが、「サラリーマン層」など、カテゴリーとして考えることもある。マルクス主義的な社会階級は、生産手段（農地や工場等）の保有という1次元で測定するが、社会学においては、社会階層を多次元的かつ連続的に測定する。例えば、収入階層、資産階層、学歴階層などである。人々の欲求の対象となり、かつ十分にはないものを社会的資源という。
例：富裕層 / 新中間層 / 旧中間層

## 社会的成層システムの特徴
社会的成層システムは、以下の3つにより特徴づけられる。
1. 個々のヒアリングや個人識別を行うことなしに、その人々に共通する特徴に基いて、社会的分類により序列付けを行える。序列づけのプロセスは、序列付けする人によって変更可能である[3]。人々を序列付けする手法には、人種・性別・社会階級などがある
2. 人々の人生経験や機会が、その社会的分類によって決定されること。それらの特色は各々がその優位性に対して投じた努力の量によって変えることができる。たとえば、王は工場労働者よりも莫大な社会的資源を持っているので、王の子供らは最低賃金で働く工場労働者らの子供よりも、良い人生を送ることに大いに有利である。
3. 異なる社会的分類どうしの順位は、長い年月を経て少しずつ変化する。とくに米国ではアメリカ独立革命以降頻繁に起こっている。合衆国憲法は万人の権利を定める内容が何度も改稿されている[3]。
  - 例：
    - 独立宣言: 君主制を廃止した<
    - 合衆国憲法 Article I, Section 9 of U.S. Constitution - 貴族を廃止
    - 憲法修正第13条 - 米国における公共奴隷の廃止
    - 憲法修正第14条 - 米国におけるアフリカ系アメリカ人に市民権付与
    - 憲法修正第15条 - 人種や奴隷歴を理由とした参政権の公的排除を廃止
    - 憲法修正第19条 - 米国における女性参政権の明記
    - 1964年の公民権法 - 米国における公共空間での人種隔離を廃止と、投票権の拡大

## 社会階層の定義と測定
社会的資源の種類として、物的資源、人的資源、情報的資源、関係的資源の大きく4つが挙げられる。民主主義社会は平等を原則とするが、現実の社会には、資源保有の不平等が存在する。社会的資源の不平等分配の構造を、社会階層構造という。再生産という意味を重視した場合は資本というが、どちらも同じ意味である。社会階層構造の中での位置のことを社会的地位という。何らかの資源を多く持つほど社会的地位が高いとされる。また、社会的地位が変化することを社会移動という。
日本では、商店会長や農民や自営業層は、学歴は低いが人脈が豊富で政治的影響力が強く、資産保有も多いことがある。このように、すべての資源を一貫して多く持つのでなく、一部のみ保有することを、「地位の非一貫性」という（富永参照）。欧米では金持ちは学歴も高く政治参加も多く影響力が強いという傾向があるため、階級をより意識しやすい。
その一方、社会階層を量でなくカテゴリーとして捉えたいときは、ホワイトカラー、ブルーカラー、農業など、本人の仕事内容を元に社会全体をわけて、職業階層として扱う。日常語では、サラリーマン層（雇用されて働く人を1つの社会集団としてとらえた概念）、自営業層などの言葉はよく使われる。これらは職業を基準とした社会階層と言って良い。マルクス主義的な社会階級では、生産手段を保有するものを資本家、そうでないものを労働者とし、その中間（小規模な生産手段を持つ自営業など）を中間層とする。一般の社会学の定義と違い、被雇用者であればホワイトカラーであっても労働者とされる点に注意すべきである。資本主義社会が発達すると不平等が拡大し2極化が進み、中間層は消滅し革命が起こるとされたが、現実には資本主義社会における福祉制度の発達もありそうはならず、社会学では階級という言葉はあまり使われなくなった。
社会階層の理論では、産業化が進むほど社会の中での役割分化が進み、かつ実力主義が進むなど機能主義となる結果、社会構造の平等化も進むと言われる。これは産業化論（もしくは近代化論、構造機能主義）と言われ、マルクス主義社会学以外の、とくに米国の社会学を中心とする実証的な社会学の中では中心的な理論であった。しかし、欧米でも日本でも、豊かさとともに平等な社会が実現すると思われたのは高度成長期頃までであった（原・盛山参照）。20世紀終わりから21世紀初頭には、各国において格差拡大が見られ現在も継続中である。とくに米国における貧富の格差は大きく、ブッシュ政権は平等化に熱心ではない。このためこの理論には、近年、疑問が持たれている。

### 調査
日本では社会学者により、1955年以降、社会階層と社会移動全国調査(SSM調査) が10年に一度行われている。これは、民主化を進める日本社会での不平等の行方が、社会学における重要なテーマだったからである。また、戦後日本や先進各国では、親以前の世代が農民だが、本人はそうでない人が増え、社会移動が表面的に多いように見えるが、実際にどの程度の社会的地位の継承（再生産）があるのかも、重要なテーマである。

### マルクス主義での定義
マルクス主義では、所有者と無産者が分立し、支配・被支配、搾取・被搾取の関係をなしている社会を指す。
狩猟・採集社会は無階級社会であるといわれている。その社会とはマルクスが言うところの原始共産制社会であり。考古学上では旧石器時代から中石器時代にあたる時代である。狩猟・漁労等共同体としての全体的労働による生産物は全体で配分され、その社会では老人・子供も分配にあずかることができる。
階級社会とは全体的労働によって得た生産物を全体的に配分されることがなく、一部の人間が私有化してしまうことにより、他者の労働で得たものを私有化する側のクラスと、私有化される側のクラスということになる。そこには二つの階級が存在する。
その発生は考古学的には、中石器時代に開発された栽培植物をリーダーのもと集団化させたことにより、生産性の増大に結びつく農耕・牧畜社会（新石器時代）へと発展していったことによる。全体的労働で得た余剰生産物をリーダーが自己自身のものとして所有したことに始まると考えられる。
この階級は発生から現代社会まで連綿と繋がってきたことになる。現代社会では貨幣の発達から労働を買う側と売る側という階級構成になってしまった。

## 階層間格差と政策
相続税には、生まれた家庭の経済状況による差を縮小させ、格差の固定化を防止する機能がある。日本では2022年にも格差対策に相続税や贈与税の課税強化がされた。

### 韓国
韓国では親族から受け継がれた財産の相続ではなく、自力で成り上がった人、成り上がることを自手成家と呼ぶ。韓国では昔は教育を通じた「自手成家」、つまり自力で身分上昇が可能だった。しかし、2010年代以降には難しくなっている。後発経済国では教育など通じた階層上昇(自手成家)しやすいため、ロシア、中国と共に、国民の私教育熱がとても高い。

## 中流社会と格差論争
1960年代後半から1970年代にかけての日本社会では、中流論争や一億総中流論が盛んだった。十五年戦争によって全てを失った貧しい日本社会が高度経済成長により発展し、欧米のように大量の中流が存在する安定した社会になるかどうかについて、当時の日本人が大きな関心を持っていたという事実が背景にある。概ね各国の政府は、自らの政策を正当化するため、中流は多く安定した社会で格差も小さい、また不公平感も弱く公正な社会だと主張する傾向がある。
社会学における社会階層研究は、近年、中流崩壊論争や、格差社会論争、あるいは分断論争につながっている。小泉首相による構造改革、いわゆる小泉改革が格差を広げたという主張もあるが、それ以前のバブル景気やバブル崩壊時期から格差拡大は始まっており、関係はないとする主張もある。ただ、契約社員や派遣社員など非正規雇用が、法改正により日本でも、幅広い分野で認められるようになったことは事実である。また、データ上、格差が拡大したように見えるのは高齢化 のためであり、現実にはそれほど格差は大きくないとする立場も存在する。もともと高齢者層内では所得格差が大きく、総人口比でこの層が増えれば格差は拡大したように見えるからである。しかし一時期、SNSを中心として上級国民や親ガチャといった言葉が強い関心を集めるなど、最近の日本では高齢者以外でも格差が大きくなっているとする分析結果も存在する。